# Karhakkajärvi (Korpilombolo socken, Norrbotten)
Karhakkajärvi är en sjö i Pajala kommun i Norrbotten och ingår i Kalixälvens huvudavrinningsområde.